# 联盟T-10-1
联盟T-10-1（俄语：Союз Т-10-1），又称联盟T-10A（俄语：Союз Т-10А），是1983年苏联的载人宇宙飞船联盟号飞船的一次失败发射。这也是逃逸塔在载人航天发射中第一次实际运行:203-204。

## 飞船
联盟T-10-1飞船为联盟T型（11F732系列）。该系列最早可追溯到计划对接军用空间站的联盟7K-S型载人飞船，在制造了三艘飞船后，飞船被调整作为空间站运输器，因此进行了大幅改进，被命名为联盟7K-ST型:334-339。
本次任务原计划使用编号为15L的飞船，但由于此前使用编号为14L的飞船的联盟T-9发生了一块太阳能电池板失效、不能展开的故障，编号为15L的飞船被从拜科努尔运回能源联合体进行额外检查。最终本次任务使用的是编号为16L的飞船，发射时间也因此从8月推迟到9月:363-365。
因此次任务没有入轨，苏联没有命名正式的飞行编号，次年2月执行的替代任务被称为联盟T-10。西方一般将本次任务称为联盟T-10-1或者联盟T-10A:368。

## 乘组
本次任务的指令长季托夫与飞行工程师斯特列卡洛夫此前在1983年4月共同执行了联盟T-8任务。斯特列卡洛夫在1980年11月还执行过联盟T-3任务。
| 岗位       | 宇航员                         | 宇航员                         |
| ---------- | ------------------------------ | ------------------------------ |
| 指令长     | 弗拉基米尔·季托夫 第二次飞行   | 弗拉基米尔·季托夫 第二次飞行   |
| 飞行工程师 | 根纳季·斯特列卡洛夫 第三次飞行 | 根纳季·斯特列卡洛夫 第三次飞行 |

## 任务概况

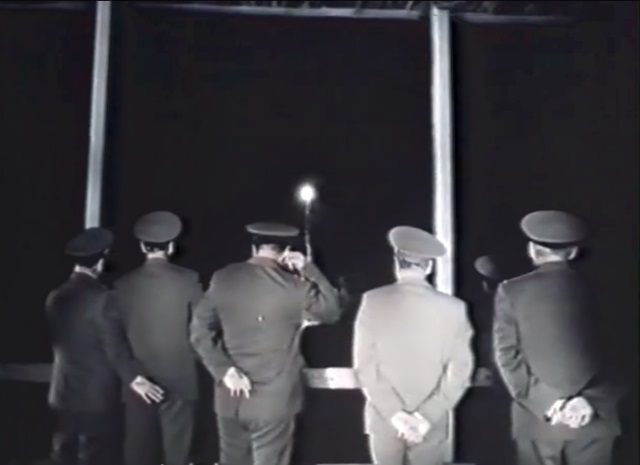
逃逸塔将飞船带离火箭

1983年9月26日，季托夫与斯特列卡洛夫入选发射乘组。飞船预计于当地时间27日0时38分（协调世界时26日19时38分）发射。按计划飞船与礼炮7号对接后，乘组将于搭载联盟T-9发射的弗拉基米尔·拉霍夫与亚历山大·亚历山德罗夫共度两周，然后接替驻守礼炮7号:365。
9月26日21时左右，两名宇航员进入飞船。发射前90秒，供应火箭助推器燃料的阀门不能关闭，随后推进剂发生泄漏并很快起火。地面控制人员按程序啟動逃逸系统，从发射指挥发现火情到逃逸系统被啟動仅用时11.2秒，在逃逸系统啟動前1秒火箭已经开始倒塌。逃逸系统啟動后，逃逸塔的固体火箭立即点火并将飞船带离火箭。飞船的垂直速度在3秒后达到一马赫，此时飞船已来到950米的高度，乘员最高承受了14至15个G的过载。发射台上的火箭在飞船被带离后6秒爆炸。逃逸塔的固体火箭燃尽后，飞船返回舱与整流罩分离，打开备用伞，在离发射台4公里处着陆，随后搜救队救走乘组。发射台爆炸后燃烧了20个小时:365-368:187。

## 后续
美国通过侦察卫星发现了火箭爆炸，并于10月1日由《华盛顿邮报》进行了报道。苏联官方直至一个月后在布达佩斯举行的国际宇航联合会大会上才正式披露了此次任务的相关信息，表示安全系统成功运行、两名乘员生还。直到1986年1月美国挑战者号航天飞机失事后，苏联才报道了更多关于联盟T-10-1任务的信息，并将其形容为“一个苏联挑战者号事故”:368。
因计划于联盟T-9进行乘员轮换的此次任务没有成功，联盟T-9被迫超过原计划的停留期限，共实际在轨飞行149天，原计划由此次任务乘组执行的展开礼炮7号附加太阳能电池板任务也由联盟T-9乘组执行:369。作为此次任务替代的联盟T-10于次年2月8日发射，修复了此前进步17号造成的礼炮7号氧化剂输送管道破裂，飞船指令长列昂尼德·基兹姆与飞行工程师弗拉基米尔·索洛维约夫以236天22小时50分钟的时长打破持续在轨的世界纪录:370-372。
此次事故炸毁了拜科努尔航天发射场一号发射场，苏联花费了数亿美元进行维修，直至同年12月27日才得以执行新的发射任务，随后的数次载人航天任务均转移至31号发射场发射。